# Alethia Tanner
Alethia Tanner, född 1781, död 1864, var en amerikansk grönsakshandlare. Hon var en ledande medlem i det afro-amerikanska samhället i Washington, D.C., är ihågkommen för att ha köpt fri 18 slavar sedan hon själv blev friköpt, och var en av finansiärerna till The Bell School, den första skolan för fria afro-amerikanska barn i Washington.
Alethia "Lethe" Browning var född som slav till Tobias Belt på Chelsea Plantation i Prince George's County i Maryland. Hon var syster till Sophia Bell och Laurana Cook. Hon fick tillstånd att bedriva torghandel med grönsaker i Washington, D.C. mittemot Vita huset. Hon köptes 1810 av president Thomas Jeffersons betjänt Joseph Doughtery, som frigav henne några dagar efteråt; det tros att Tanner hade slutat avtala med Doughtery och gett honom pengar att köpa henne och sedan frige henne. Alethia Tanner kunde genom sin grönsakshandel och sin sparsamhet uppnå en välmående standard. Från 1826 och framåt köpte hon i tur och ordning fri sina systrar, andra familjemedlemmar och vänner och frigav dem. Hon blev en tongivande medlem av det fria afro-amerikanska samhället i Washington. Hennes systerson John Francis Cook blev en präst med betydelse inom det afro-amerikanska samhället, och själv blev Alethia Tanner en av finansiärerna till The Bell School, som 1807 blev den första skolan för fria afro-amerikanska barn i Washington. 